# Kritisk raceteori
Kritisk raceteori (engelsk: critical race theory eller blot CRT) er en akademisk bevægelse – skabt af borgerrettighedsforskere og aktivister i USA – der ønsker at udfordre den almindelige liberale forståelse af raceretfærdighed ved at anvende kritisk teori til at studere skæringspunktet mellem race, lovgivning og magt. Kritisk raceteori er typisk associeret og løst forbundet med de to temaer:
1. at hvidt overherredømme eksisterer, og at det bibeholdes over tid gennem magtstrukturer i samfundet  – især gennem love.[3]
2. at det er muligt at forandre forholdet mellem love og de forskellige racers magt, ligesom det mere generelt er muligt at opnå racefrigørelse og modvirke, at mennesker underordnes på grund af forskelle i "race".[4]

Kritikere af kritisk raceteori hævder, at den er afhængig af socialkonstruktionisme, hvor sproget og måden, vi taler sammen om verden og tingene, er det, som konstruerer virkeligheden. Derpå ophøjer kritisk raceteori sproget og historiefortællinger på bekostning af beviser og fornuft. Ligeledes hævder kritikere, at kritisk raceteori afviser begreber om sandhed og fortjeneste, ligesom kritisk raceteori modsætter sig liberalisme.
Kritisk raceteori har skabt flere kontroverser og været kraftigt debatteret i USA siden 1980'erne. Således udstedte præsident Donald Trump i september 2020 et præsidentielt dekret, der instruerede den føderale regering i at tilbageholde al økonomisk støtte til studier og programmer, som nævnte termerne "hvidt overherredømme" og "kritisk raceteori" med den begrundelse, at det udgjorde "splittende" og "u-amerikansk propaganda". Præsident Joe Biden udstedte umiddelbart efter sin indsættelse i januar 2021 et præsidentielt dekret, som annullerede Trumps dekret, hvorved sådanne programmer igen kunne modtage økonomisk støtte.